# Millénium (série littéraire)
Ne doit pas être confondu avec le roman Millénium de John Varley
Pour les articles homonymes, voir Millenium.
Millénium est à l'origine une trilogie de romans policiers de l'écrivain suédois Stieg Larsson, publiée en Suède de juillet 2005 à mai 2007 après sa mort d'une crise cardiaque à l'âge de 50 ans. Cette saga — titrée Millennium, dans les éditions en suédois et dans diverses autres langues, notamment allemand, anglais, catalan, espagnol, français — obtient un succès mondial : plus de vingt-six millions d'exemplaires vendus jusqu'en juillet 2010. Fin janvier 2011, le total des ventes s'élevait à cinquante millions d'exemplaires.
La trilogie originelle se compose de : Les Hommes qui n'aimaient pas les femmes, La Fille qui rêvait d'un bidon d'essence et d'une allumette et La Reine dans le palais des courants d'air.
Elle reçoit, en 2015, sous la plume de David Lagercrantz, une suite titrée Ce qui ne me tue pas. L'auteur annonce en octobre 2015 qu'il écrira deux autres romans de la série Millénium dont les publications sont déjà prévues en 2017 et en 2019. En septembre 2017 paraît La Fille qui rendait coup pour coup, cinquième volume de la série. En août 2019 paraît La Fille qui devait mourir, sixième volume de la série.
Une troisième trilogie est annoncée en novembre 2021 avec un nouvel auteur, David Lagercrantz ayant refusé de poursuivre l'écriture. C'est finalement Karin Smirnoff qui est chargée d'écrire une troisième trilogie, inaugurée en 2022 avec la publication en Suède du roman Havsörnens skrik. Sa traduction française intitulée La Fille dans les serres de l'aigle, est publiée par les éditions Actes Sud, le 1er novembre 2023.

## Les romans

### Première trilogie (Stieg Larsson)

#### Les Hommes qui n'aimaient pas les femmes
Depuis quarante-quatre ans, Harriet Vanger, la nièce bien-aimée de l'industriel Henrik Vanger, a disparu. Il est persuadé qu'un membre de sa famille l'a assassinée. En parallèle, le célèbre journaliste Mikaël Blomkvist est condamné pour diffamation dans l'affaire Wennerström. Vanger convainc Blomkvist d'enquêter sur l'assassinat de Harriet. Au cours de son enquête, Mikaël Blomkvist fait la rencontre d'une jeune fille atypique aux multiples talents, Lisbeth Salander, qui va l'aider à élucider le mystère.

#### La Fille qui rêvait d'un bidon d'essence et d'une allumette
Un an après la double affaire Vanger/Wennerström, Lisbeth Salander et Mikaël Blomkvist n'ont plus de contact. Lisbeth est accusée d'un double homicide d'une rare violence à Stockholm, dont les victimes se trouvent être des connaissances de Blomkvist. Rapidement, elle se trouve accusée d'un troisième meurtre et un avis de recherche national est lancé. Lisbeth entame alors une longue cavale pour d'une part échapper à la police et d'autre part résoudre cette énigme : qui a tué ces gens et pourquoi ? Elle sera soutenue par son ami journaliste ainsi que par son ami et ancien employeur, Dragan Armanskij, les seuls à croire en l'innocence de la jeune femme atypique lynchée en public.

#### La Reine dans le palais des courants d'air
Ce troisième tome est la suite directe du précédent. Dans cet ultime volet écrit par Stieg Larsson, on retrouve Lisbeth Salander à l'hôpital, isolée et sous mandat d'arrêt. De son côté, Mikaël Blomkvist s'attaque à une nouvelle enquête de taille dans le but d'aider son amie : trouver qui, dans la police de sécurité (Säpo), tient à détruire une fois encore la vie de Lisbeth Salander. L'ennemi est colossal cette fois-ci, mais les soutiens envers Lisbeth plus nombreux aussi. Saura-t-on enfin pourquoi et comment ?

### Deuxième trilogie (David Lagercrantz)

#### Ce qui ne me tue pas
Ce quatrième tome écrit par le romancier suédois David Lagercrantz est publié le 27 août 2015 dans vingt-cinq pays. Il conte une nouvelle enquête de Mikaël Blomkvist au cours de laquelle apparaît Camilla Salander, la sœur jumelle de Lisbeth qui lui voue une haine féroce depuis leur enfance. Les retrouvailles des deux sœurs vont être le terrain d'un affrontement sans répit.

#### La Fille qui rendait coup pour coup
Ce cinquième tome écrit par le romancier suédois David Lagercrantz est publié le 7 septembre 2017 dans 26 pays,.

#### La Fille qui devait mourir
Ce sixième tome écrit par le romancier suédois David Lagercrantz est publié le 22 août 2019.

### Troisième trilogie (Karin Smirnoff)

#### La Fille dans les serres de l'aigle
Ce septième tome écrit par la romancière suédoise Karin Smirnoff est publié le 4 novembre 2022. La version française est publiée le 1er novembre 2023, dans une traduction de Hege Roel-Rousson.

#### La Fille dans les griffes du lynx
Le huitième tome, toujours écrit par la romancière suédoise Karin Smirnoff est publié le 29 septembre 2024. Le titre original est Lokattens klor, la version française sera publiée le 1er octobre 2025, dans une traduction de Hege Roel-Rousson.

## Personnages
- Si vous ne connaissez pas le sujet, laissez ce bandeau (vous pouvez alors contacter les auteurs).
- Si vous supprimez le contenu mis en cause (vous pouvez préalablement contacter les auteurs),

argumentez précisément cette suppression dans la page de discussion
(un manque de référence n'est pas un argument ; une recherche réelle de référence doit avoir été effectuée, être formellement documentée).

### Mikael Blomkvist
Mikael Blomkvist est un célèbre journaliste économique, cofondateur du magazine Millénium.
Il a environ 43 ans, est divorcé et a une fille, Pernilla, qu'il voit très peu. Il a aussi une sœur, Annika Gianinni, avocate.
Il est l'amant et l'ami de sa collègue et rédactrice en chef à Millénium Erika Berger, depuis plus de vingt ans, avec l'assentiment de son mari, Lars Beckman.
Dans les médias, il est souvent surnommé « Super Blomkvist », en référence d'une part à l'enquête qu'il a lui-même résolue au début de sa carrière concernant une espèce de gang surnommé « les frères Rappetout » et d'autre part au héros d'Astrid Lindgren, également auteur de Fifi Brindacier. Il déteste ce surnom.
Mikaël Blomkvist a pour ainsi dire une deuxième passion dans la vie en dehors du journalisme : les femmes. En effet il s'avère être un homme à femmes, multipliant aisément les conquêtes, au gré de ses pulsions. Il n'a pas de type de femme prédéfini.
Côté caractère, il est ce qu'on pourrait appeler un électron libre, peu enclin à se faire dicter sa conduite, réfractaire à la stabilité, obstiné et clairvoyant. Très ouvert d'esprit et tolérant, il ne juge en général pas les personnes dès le premier contact. C'est quelqu'un de très fidèle en amitié (ce qui n'est pas le cas en amour), et il est prêt à aller aussi loin que possible pour aider un ami.
Sur sa vie en général, on peut dire qu'elle est fondée sur son travail en priorité (Erika Berger le qualifie d’ailleurs de psychopathe en la matière). Il va toujours au bout d'une affaire.
Au fil des trois tomes, il va d'abord connaître une aventure avec Lisbeth Salander pour ensuite devenir son ami, bien que leur relation soit spéciale — en effet, Mikaël est plutôt sociable et tourné vers les autres, ce qui n'est pas le cas de Lisbeth.
L'histoire de Millénium dévoile un Mikaël Blomkvist de plus en plus déterminé, intelligent et sûr de lui. Il se fait également des connaissances haut placées dans la société suédoise.
Mikaël Blomkvist ne conduit quasiment jamais de voiture depuis son divorce ; on ne sait malheureusement pas vraiment pourquoi.

### Lisbeth Salander
Lisbeth Salander est le second personnage principal de Millénium. C'est une personne complexe et atypique :
- Elle a un physique frêle (1,50 m pour 42 kg) et un look d'adolescente (bien qu'elle ait entre 25 et 27 ans). En réalité, elle a une force physique et une résistance hors du commun, probablement un trait génétique lui venant de son père puisque son demi-frère a aussi une force et une résistance incroyables mais contrairement à lui qui est très lent, elle a une vitesse de frappe et d'esquive qui stupéfie même les boxeurs professionnels.
- Elle a de nombreux tatouages et piercings.
- Elle est bisexuelle. Homme ou femme, pour elle ça ne fait pas de différence du moment qu'il y a désir. Elle a une identité sexuelle assez floue, c'est ce qu'affirme Miriam Wu, une de ses rares amies et partenaire sexuelle.
- Elle a un lourd passé en hôpital psychiatrique. Considérée comme majeure incapable, elle est mise sous tutelle. Mais cela est dû à une manipulation des services secrets.
- Elle se montre asociale. Pendant son enfance elle n'a jamais pu se faire entendre des adultes et encore moins des autorités policières, ou judiciaires. Pour gagner sa confiance, il faut beaucoup de temps et de patience.
- Elle bénéficie d'une intelligence exceptionnelle et d'une mémoire photographique sans défaut. Elle apprend les mathématiques à un très haut niveau en autodidacte. Elle serait peut-être parvenue à démontrer le grand théorème de Fermat en trois semaines mais, après avoir reçu une balle dans la tête, elle ne se souvient plus si elle y est réellement arrivée.
- Enquêtrice hors pair par ses talents de hacker de niveau international, elle est capable de tout savoir sur n'importe qui. Elle manipule également les informations personnelles, publiques, policières, judiciaires, voire bancaires. Pour cette activité elle a créé asphyxia, un logiciel qui remplace discrètement l'explorateur internet dans un ordinateur cible (celui qu'elle souhaite espionner). Une fois le remplacement effectué, asphyxia crée sur un serveur distant une image du disque dur de l'ordinateur en question. Cette image permet d'avoir accès en temps réel à tous les documents de l'ordinateur de départ.
- Holger Palmgren, son premier tuteur, seule personne à qui elle s'est un peu confiée, pense qu'elle pourrait présenter un syndrome d'Asperger, mais c'est une hypothèse personnelle non confirmée par des professionnels.
- Elle subit des violences sexuelles sadiques de la part de maître Bjurman, son deuxième tuteur, dont elle se vengera par la suite.

Lisbeth, au fil des tomes, devient en réalité le vrai personnage principal de l'histoire, tout tourne autour d'elle, elle est le dénominateur commun de tous les personnages.
Sa mère, Agneta Salander, décède vers la fin du premier tome, et sa sœur jumelle, Camilla, reste assez peu décrite et très éloignée de l'intrigue. La seule personne qu'elle considère comme sa famille est son premier tuteur, Holger Palmgren, pour qui elle ressent une réelle affection, elle ira jusqu'à payer intégralement les meilleurs soins possibles lors de sa convalescence, en centre de rééducation à la suite de son attaque cérébrale.
Lisbeth Salander vit seule, fume beaucoup et n'a quasiment pas d'amis (bien qu'en réalité elle en possède un certain nombre sur Hacker Republic). Elle n'a pas de goûts musicaux et en apparence pas spécialement de goûts cinématographiques non plus. La seule chose qui l'intéresse vraiment est l'information sous toutes ses formes.
Mikaël Blomkvist la surnomme souvent « Sally ».

### Personnages secondaires

#### Rédaction deMillénium
- Erika Berger :

Erika est la cofondatrice et la rédactrice en chef de Millénium (elle en est également présidente du CA). Elle est mariée à Lars Beckman, artiste peintre, depuis plus de 20 ans. Ensemble, ils habitent une villa de 250 m2 mais n'ont jamais eu d'enfants. Erika a comme amant son meilleur ami, Mikaël Blomkvist. Femme avec une poigne de fer, elle a une volonté terrible et sait faire face à l'adversité, il n'est pas facile de la faire craquer car elle garde son sang-froid en toute circonstance, bien qu'elle ait besoin, de temps en temps, de l'épaule réconfortante de son amant et ami. Elle est le pilier de la rédaction de Millénium. Dans le troisième tome, elle accepte le poste de rédactrice en chef au journal Svenska Morgon-Posten dit « SMP » et quitte donc son poste actuel à Millénium mais choisit finalement d'y revenir après avoir été mise dans une situation inconfortable à la suite de la découverte d'un scandale au sein du « SMP ».
- Christer Malm :

Christer est un graphiste de talent, et la troisième tête pensante du journal. Il est en couple avec le comédien Arnold Magnusson depuis plusieurs années. Au départ peu concerné par les affaires du journal, mis à part la mise en page dont il s'occupe, il prend une importance relative au fil de l'intrigue, surtout après le départ d'Erika Berger pour le journal « SMP ». C'est un homme réservé et calme, discret mais fiable en qui on peut avoir confiance. Il est fidèle à son journal et à ses amis.
- Malou Eriksson :

Malou est embauchée dans le tome 1 par Erika Berger, pour venir en renfort à la rédaction au beau milieu de l'affaire Vanger. Elle devient la secrétaire de rédaction de Millénium et l'équipe lui accorde toute sa confiance. Elle se révèle être excellente à son poste et prend de plus en plus d'importance. C'est une femme volontaire, compétente et intelligente, c'est elle qui aide Mikaël Blomkvist dans la plupart de ses recherches. Dans le tome 3, à la suite du départ d'Erika, elle est nommée rédactrice en chef intérimaire et dirige donc l'équipe du mieux qu'elle peut en affrontant la tempête de l'affaire Salander.
- Henry Cortez :

Henry est un jeune journaliste prometteur, engagé chez Millénium depuis 4 ans à mi-temps. Assez peu développé au début de l'histoire, il prend de l'ampleur par la suite. Dans le tome 3, il devient journaliste à temps plein et son talent se précise. Toute l'équipe lui fait confiance et il apporte son aide autant que possible à Mikaël Blomkvist dans l'affaire Salander. Il est jeune (moins de 30 ans) et volontaire, de plus en plus sûr de lui, mais il a cependant un besoin de reconnaissance dans son travail pour gagner en assurance.

#### Entourage de Lisbeth Salander
- Holger Palmgren :

Il est le premier tuteur de Lisbeth Salander et l'homme en qui elle a le plus confiance. C'est un homme âgé qui est victime d'une attaque cérébrale avant même le début de l'histoire, et dont on entendra beaucoup parler mais de fait, qu'on ne verra pas souvent. Il est avocat et à l'habitude de s'occuper d'enfants à problèmes, il prend donc Lisbeth sous son aile et tente de l'aider du mieux qu'il peut. C'est lui qui lui trouve son premier vrai boulot, chez Milton Security. Il est la seule personne à qui Lisbeth se confie un tant soit peu et il détient donc quelques secrets sur elle. Dans le tome 2, il accepte de livrer ces informations à Mikaël Blomkvist pour aider sa protégée, et dans le tome 3, il s'associe avec lui, Dragan Armanskij et Annika Gianinni pour tenter de la sortir des griffes de l'état.
- Dragan Armanskij :

Il est le PDG de Milton Security, entreprise spécialisée dans la sécurité sous toutes ses formes principalement destinée aux entreprises et aux particuliers aisés. Il a entre 55 et 60 ans, est marié à Ritva depuis de nombreuses années. Il donne sa chance à Lisbeth Salander en l'employant dans sa boite, conformément à la demande d'Holger Palmgren. Il se rend vite compte des talents inhabituels de la jeune fille et lui confie des missions d'enquêtes sur la personne. C'est un homme fiable, professionnel et très compétent, digne de confiance et plutôt protecteur. Il sera d'un soutien indéfectible envers Lisbeth, devenue sa protégée, mettant en œuvre tous les moyens dont il dispose afin de faire avancer les choses dans le bon sens.
- Agneta Salander :

Agneta est la mère de Lisbeth. Elle est tombée enceinte à 17 ans et a eu des jumelles, Lisbeth donc, et Camilla. Le père est quasi absent. Agneta a passé des années entières à se faire battre violemment par le père de ses filles dont elle était éperdument amoureuse et contre qui elle n'a jamais porté plainte. Elle passera le restant de sa vie dans une maison de santé (où Lisbeth passe la voir mais très rarement), à cause des multiples commotions cérébrales qui l'ont privée de ses facultés mentales. Elle décède à la fin du tome 1 et Lisbeth se rend à son enterrement.
- Miriam Wu :

Miriam est la seule amie de Lisbeth Salander, et également sa partenaire sexuelle. Elle est d'origine suédoise et asiatique. C'est une étudiante et une strip-teaseuse connue dans le milieu homosexuel. Elle est également adepte du cuir et du latex et possède, à parts égales avec d'autres filles, une boutique de vêtements à thème, excentriques, sexy et provocants. Miriam est l'exact opposé de Lisbeth : sociable, fêtarde et pleine de bon gout, plus littéraire que scientifique. Miriam Wu se fera enlever et passer à tabac dans le tome 2 par les ennemis de Lisbeth Salander voulant tracer sa piste.
- Alexander Zalachenko :

Karl Axel Bodin, de son vrai nom Alexander Zalachenko, connu aussi sous le pseudonyme "zala" est un ancien agent russe du GRU. En 1976, il déserte et se réfugie en Suède où il obtient une protection et une nouvelle identité. Des années durant, il sera sous la tutelle de la section d'analyses spéciales, organisation secrète de la Säpo à qui il transmettra de nombreuses informations précieuses contre lesquelles il négocie une liberté totale. La section est chargée de nettoyer après son passage lorsqu'il commet des actes illégaux voire criminels. Plus tard, il sera à la tête d'un empire du crime en Suède et dans les pays de l'Est : trafic d'armes et de stupéfiants, trafic de femmes et autres activités. Il est en outre le père de Lisbeth Salander et tentera de la tuer dans le tome 2. Gravement brûlé par sa fille 15 ans auparavant, il est aujourd'hui âgé et handicapé. C'est un homme froid, cruel mais aussi intelligent et fin stratège. Sa capacité à survivre est extraordinaire. Sa faiblesse est qu'il se croit au-dessus de tout et qu'il pense être invincible.
- Ronald Niedermann :

Ronald est le demi-frère de Lisbeth Salander, par conséquent le fils de Zalachenko. Il a environ 35 ans et s'avère être le plus proche collaborateur de son père. Remarquablement grand et musclé, il est une vraie force de la nature, de plus, à cause d'une maladie génétique très rare, il est absolument incapable de ressentir de la souffrance physique. Initié à la boxe, même s'il est lent, il est un adversaire féroce et presque imbattable. À la fin du tome 2 et dans le tome 3, il sera recherché par la police pour plusieurs meurtres. Sa faiblesse : il a peur du noir et il voit ou croit voir des lutins, des fantômes et autres créatures qui le terrorisent.
- Plague :

Plague est un hacker surdoué, ami de Lisbeth Salander. Plague est un geek obèse et crasseux, carrément asocial et vivant reclus dans son appartement, il vit d'une pension d'invalidité. Il vient en aide à Lisbeth plusieurs fois grâce à ses talents de pirate informatique.
- Nils Bjurman :

Bjurman est avocat et devient le nouveau tuteur de Lisbeth Salander à la suite de l'attaque cérébrale d'Holger Palmgren. Immédiatement, il adopte un comportement déplacé envers Lisbeth, qui évolue très vite vers un comportement obscène. En clair, il lui demande des faveurs sexuelles en échange de son propre argent. Une nuit, il la viole de manière ultra violente. Pour se venger, Lisbeth tatouera sur son ventre l'inscription suivante : « Je suis un porc sadique, un salaud et un violeur. » Bjurman est célibataire, très certainement un grand frustré et un maniaque sexuel.

#### Autres personnages secondaires
- Annika Gianinni :

Annika est la sœur de Mikaël Blomkvist. Elle est avocate spécialisée dans le droit des femmes, mariée et mère de 2 enfants. C'est une femme téméraire, intelligente, battante et respectueuse des lois. Elle regrette que son frère ne lui ait pas demandé d'aide dans l'affaire Wennerström, et se rend donc très disponible pour le soutenir dans l'affaire Salander. Dans le tome 3, elle devient l'avocate de Lisbeth Salander et tiendra à la défendre coute que coute, malgré une agression et un vol. À l'hôpital, elle se montrera également très réactive en sauvant Lisbeth d'une menace immédiate.
- Henrik Vanger :

Henrik Vanger est un riche industriel, ancien PDG des industries Vanger. Retraité, il est très âgé. Depuis plus de 40 ans, il a dédié sa vie à retrouver sa nièce (Harriet), ou l'assassin de sa nièce car il est intimement persuadé qu'elle a été la victime d'un meurtre. Il vit sur l'île de Hedestad, appartenant en grande partie à la famille Vanger. Il embauchera Mikaël Blomkvist pour continuer l'enquête sur Harriet.
- Martin Vanger :

Martin est l'actuel PDG du groupe Vanger, il succède à son oncle, Henrik Vanger. Il est également le frère ainé de Harriet Vanger, disparue depuis plus de 40 ans. L'intrigue du tome 1 révélera un Martin Vanger plus qu'étonnant, menant une double vie et cachant bien son jeu. Il vit également sur l'île de Hedestad.
- Jan Bublanski :

Bublanski est un inspecteur de la police criminelle expérimenté, chargé du dossier sur l'affaire Salander. Il traque la jeune fille accusée d'un triple homicide à Stockholm, jusqu'à ce qu'il la pense innocente, puis plus tard, qu'il soit retiré de l'affaire. Au cours du récit, il aura plusieurs fois l'occasion de s'entretenir avec Mikaël Blomkvist, et il travaillera en collaboration avec des agents de la Säpo dans le but d'identifier la section d'analyses spéciales.
- Sonja Modig :

Sonja est une inspectrice de la police criminelle, déployée sur l'affaire Salander, sous les ordres de l'inspecteur Jan Bublanski. Elle est rapidement prise de doutes quant à la culpabilité de Lisbeth Salander vis-à-vis d'un triple meurtre. Dans le tome 3, elle va, comme son supérieur, être retirée de l'affaire mais continuera d'aider très discrètement Mikaël Blomkvist.
- Jerker Holmberg :

Jerker est un inspecteur de la police criminelle spécialisé dans l'analyse des scènes de crime, il est sous les ordres de l'inspecteur Jan Bublanski sur l'affaire Salander. À son tour, il sera retiré de l'affaire dans le tome 3 et sera également convaincu de l'innocence de Lisbeth Salander. De son côté, il continuera d'aider très discrètement Mikaël Blomkvist.
- Richard Ekström :

Ekström est un procureur connu des médias, chargé de l'enquête préliminaire sur Lisbeth Salander. Il est convaincu dès le début de la culpabilité de la jeune femme et tentera de la traquer tout au long du récit. Il séparera l'affaire Salander de l'affaire Niederman dans le tome 3, sous l'influence d'un agent de la section d'analyse spéciale de la Säpo. C'est un homme honnête à la base mais carriériste et facilement influençable.
- Pernilla Blomkvist :

Pernilla est la fille de Mikaël Blomkvist, elle a 17 ans. Son personnage est très secondaire mais elle s'avère toutefois être très utile dans le tome 1 puisque c'est elle qui donne à son père la solution de l'énigme des numéros de téléphone mystérieux dans le carnet de Harriet Vanger.

## Succès de la trilogie
Cette trilogie a rencontré un grand succès en Suède avec plus de 2 millions de lecteurs et une adaptation télévisée prévue mais également en France où la version française du premier tome est parue en juin 2006 et celle du troisième tome en septembre 2007, traduction faite par Marc de Gouvenain (responsable du domaine nordique chez Actes Sud) et Lena Grumbach (plus de 1,5 million d'exemplaires avaient été vendus en juillet 2008)
Le succès devient ensuite mondial avec un total d'exemplaires vendus dépassant les 45 millions au 30 septembre 2010[source insuffisante].
La traduction du suédois par Lena Grumbach et Marc de Gouvenain a donné lieu à une polémique, en raison de quelques étrangetés de formulation et incorrections stylistiques et grammaticales. On peut également relever les tics de langage de la traductrice avec l’avalanche de « Il hocha la tête ».
Sur le modèle des livres qui ont servi d'exégèse pour le Da Vinci Code, l'écrivain Guillaume Lebeau a publié, aux éditions Toucan, un livre — Le Mystère du quatrième manuscrit : enquête au cœur de la série « Millénium » — qui détaille les mystères de la trilogie, mais entend aussi en proposer une analyse et dévoiler quelques informations sur l'œuvre de Larsson.

## Adaptations

### Adaptations cinématographiques
Cette section ne s'appuie pas, ou pas assez, sur des sources secondaires ou tertiaires indépendantes du sujet. Le texte peut contenir des analyses inexactes ou inédites de sources primaires.
Pour l'améliorer, ajoutez-en, ou placez des modèles {{Source secondaire souhaitée}} ou {{Source secondaire nécessaire}} sur les passages mal sourcés. (mai 2022)
À l'origine seul le premier volume devait être adapté et les deux suivants ne devaient bénéficier que d'une sortie en DVD. Mais face au succès dont a bénéficié le premier volet de la saga lors de sa sortie au cinéma et notamment en Suède, et en raison du potentiel commercial de la trilogie, la chaîne publique Sveriges Television, qui est coproductrice du film, a décidé de sortir les deux derniers opus sur grand écran.
- Le premier film, Millénium est réalisé par le danois Niels Arden Oplev et écrit par Rasmus Heisterberg et Nicolaj Arcel. Le tournage débute en février 2008 : le rôle de Mikael Blomkvist est tenu par Michael Nyqvist, et celui de Lisbeth Salander par Noomi Rapace. Les deux acteurs reprendront leur rôle dans les deux autres films. Henrik Vanger est joué par le chanteur, acteur et musicien Sven-Bertil Taube. Produit par la société Yellow Bird, le film est sorti dans les salles françaises le 13 mai 2009 et reçoit plusieurs prix.
- Le deuxième film, Millénium 2 : La Fille qui rêvait d'un bidon d'essence et d'une allumette, est écrit par Jonas Frykberg et réalisé par Daniel Alfredson. Il sort dans les salles suédoises et danoises en septembre 2009, et dans les salles françaises en juin 2010.
- Le troisième et dernier film, Millénium 3 : La Reine dans le palais des courants d'air est écrit par Ulf Rydberg et réalisé par Daniel Alfredson. Il sort dans les salles norvégiennes, suédoises et danoises en novembre 2009, et dans les salles françaises en juillet 2010.

De mars à juin 2010 et avant la sortie en salle des deuxième et troisième films, Canal+ diffuse la série télévisée Millenium. Il s'agit d'une version avec des scènes additionnelles en 6 épisodes de 90 minutes, soit 110 minutes de plus que les versions film. La série a gagné le prix "Årets TV-drama" ("Séries télé dramatique de l'année") en 2010 et un Emmy Award en 2011 dans sa catégorie.
En 2011, Yellow Bird reprend les droits en collaboration avec Metro-Goldwyn-Mayer et Columbia Pictures pour Millénium : Les Hommes qui n'aimaient pas les femmes (The Girl with the Dragon Tattoo), une adaptation dirigée par David Fincher avec Daniel Craig dans le rôle de Mikael Blomkvist, et Rooney Mara dans celui de Lisbeth Salander.
Le choix de recourir à une autre actrice pour interpréter le rôle de Lisbeth Salander dans le film de David Fincher a suscité, en novembre 2010, des critiques de Niels Arden Oplev, réalisateur du premier film de l'adaptation suédoise, qui estimait qu'il aurait fallu que Noomi Rapace reprenne le rôle.
En 2018, est sorti le film Millénium : Ce qui ne me tue pas, adapté du roman Ce qui ne me tue pas. Claire Foy y incarne Lisbeth Salander.

### Adaptation en livres audio
La saga est disponible en livre audio, lue par Emmanuel Dekoninck, aux éditions Audiolib.

### Adaptation radiophonique
France Culture a donné l'occasion de découvrir ou de redécouvrir le best-seller de Stieg Larsson Millénium adapté spécialement pour les ondes. Cette première commence le 7 mars 2011 avec Les Hommes qui n'aimaient pas les femmes premier tome de la trilogie. Sophie Bocquillon signe cette adaptation, et la voix de Mikael Blomkvist est celle de Christophe Reymond, tandis que Lisbeth Salander est interprétée par Hande Kodja. François Christophe réalise ces quinze épisodes.
France Culture a proposé l’adaptation radiophonique du deuxième opus de Stieg Larsson La Fille qui rêvait d’un bidon d’essence et d’une allumette, feuilleton radiophonique en quinze épisodes, à l’antenne du 14 mai au 1er juin 2012.
Brutalement décédé, François Christophe, qui avait réalisé l'adaptation des deux premiers volumes, n'a pas pu achever l'œuvre avec la réalisation de la version radio de La Reine dans le palais des courants d'air. C'est la réalisatrice Sophie-Aude Picon qui a repris le flambeau pour l'adaptation radiophonique du troisième et dernier tome, diffusée sur France Culture du 10 au 21 août 2020.

### Adaptations en bande dessinée
La série a été adaptée en bande dessinée à deux reprises aux États-Unis et en Europe.
À partir de novembre 2012, Denise Mina (scénario), Andrea Mutti et Leonardo Manco (dessin) adaptent la série sous forme de roman graphique en anglais chez DC comics.
À partir avril 2013, la série est adaptée en bande dessinée en français en six albums édités par Dupuis : le scénario est de Sylvain Runberg, le dessin de José Homs (tomes 1, 2 et 5) et Manolo « Man » Carot (tomes 3, 4 et 6).
Après avoir terminé l'adaptation de la saga de Stieg Larsson, Sylvain  Runberg a repris la plume pour raconter sa version de la suite de Millénium, dessinée par Belén Ortega. Il ne s'agit pas de l'adaptation des romans de David Lagercrantz, mais d'une histoire originale. Pour marquer la différence, les trois albums prévus sont édités par Dupuis sous de le nom de Millénium Saga. Le premier album, Les Âmes froides, est sorti en octobre 2016, suivi en octobre 2017 par Les Nouveaux Spartiates puis par La fille qui ne lâchait jamais prise en octobre 2018.